# Matthew Marsh
Matthew Marsh (Barcelona, España, 15 de mayo de 2002) es un jugador de baloncesto profesional inglés. Mide 2,11 metros y juega en la posición de pívot, actualmente pertenece a la plantilla del ASVEL Lyon-Villeurbanne de la Ligue Nationale de Basket-ball.

## Carrera deportiva
Es un jugador formado en la John Madejski Academy de Reading en Inglaterra, en la que promedió 6.5 puntos y 7.3 rebotes, así como en las categorías inferiores del Reading Rockets, de la NBL. 
En verano de 2018, con apenas 15 años firma por el Fútbol Club Barcelona para jugar en sus categorías inferiores. En las temporada 2018-19 y 2019-20, forma parte del juvenil y disputa algunos encuentros con en las filas del Fútbol Club Barcelona "B" de Liga LEB Plata.
En 2019, disputó el Adidas Next Generation Tournament en el que promedió 6.8 puntos por partido.
El 8 de julio de 2020, se convierte en jugador del ASVEL Lyon-Villeurbanne de la Ligue Nationale de Basket-ball por dos temporadas.

## Internacional
En 2018 disputó el Europeo sub-16 con la Selección de baloncesto de Gran Bretaña.